# Okrouhlický potok (přítok Chrudimky)
Okrouhlický potok je levostranný přítok řeky Chrudimky v okrese Chrudim v Pardubickém kraji. Délka toku činí 8,9 km. Plocha povodí měří 24,7 km².

## Průběh toku
Potok pramení jižně od Petříkovic v nadmořské výšce okolo 455 m. Na horním toku teče převážně severovýchodním směrem. Zhruba na sedmém říčním kilometru protéká Pohořalkou. V lesích severovýchodně od Pohořalky zadržuje vody potoka Zádušní rybník. Od hráze rybníka směřuje Okrouhlický potok krátce na východ. V tomto úseku přijímá zprava Licibořický potok, který přitéká z jihu od Licibořic a značně posiluje tok. Odtud potok pokračuje na severovýchod ke Kochánovicím, u kterých opouští les a postupně se obrací na jihovýchod. Mezi Kochánovicemi a Svídnící přitéká zprava Slavický potok, který odvodňuje lesy jihozápadně od Trpišova. Na dolním toku protéká Okrouhlický potok Svídnicí, kde se otáčí a krátce proudí na severovýchod ke svému ústí. Do řeky Chrudimky se vlévá na 29,8 říčním kilometru v nadmořské výšce 285 m.

### Geomorfologické členění
Okrouhlický potok odvodňuje východní část Prachovické pahorkatiny, která je okrskem Sečské vrchoviny. Sečská vrchovina je podcelkem Železných hor.

### Větší přítoky
- Licibořický potok, zprava, ř. km 5,5[1]
- Slavický potok, zprava, ř. km 1,3[4]

## Vodní režim
Průměrný průtok Okrouhlického potoka u ústí činí 0,16 m³/s.